# Низенко Іван Іванович
Іван Іванович Низенко (1926—2013) — радянський інженер та організатор промислового виробництва, директор заводів «Прибій» (1969—1978), «Електроапарат» (1978—1980) та Таганрозького дослідного заводу «Бриг» (1980—1982).

## Життєпис
Народився 14 листопада 1926 року в селі Каракупинське Федорівського району Кустанайської області Казахської РСР у селянській сім'ї, пізніше родина переїхала на постійне місце проживання до Краснодарського краю.
З 1932 по 1941 роки навчався у сільській школі, з 1941 року під час початку німецько-радянської війни після закінчення дев'яти класів, у віці п'ятнадцяти років розпочав свою трудову діяльність у місцевому колгоспі. З 1943 року у віці сімнадцяти років був призваний до лав Червоної армії і направлений до діючої армії на фронт. Учасник німецько-радянської війни у складі 686-го окремого саперного батальйону 395-ї стрілецької дивізії 37-ї армії, з 1944 року у складі 46-го гвардійського стрілецького полку 16-ї гвардійської стрілецької дивізії 36-го гвардійського стрілецького корпусу — сержант на посаді сапера, згодом гвардії лейтенант, командир саперного взводу.
Воював у складі Північно-Кавказького, 1-го Українського та 3–го Білоруського фронтів, учасник визволення Кубані та Тамані, у боях був двічі поранений, один раз тяжко, після лікування у військових шпиталях був комісований як інвалід війни. За участь у війні й виявлені при цьому мужність і героїзм був нагороджений орденами Вітчизняної війни 1-го ступеня та Червоної Зірки, а також медаллю «За бойові заслуги».
З 1945 по 1948 роки проходив навчання у Московському електромеханічному технікумі. З 1948 року направлений до міста Таганрог, Ростовської області. З 1948 по 1967 роки працював на посадах — техніка, техніка-конструктора, регулювальника, інженера, старшого інженера, начальника лабораторії та заступника головного інженера — головного конструктора Таганрозького заводу «Прибій», бувши головним конструктором І. І. Низенком керував роботами з розробки першої гідроакустичної станції міношукання. З 1953 до 1956 року навчався на заочному відділенні Харківського політехнічного інституту імені В. В. І. Леніна.
З 1967 по 1969 роки працював головним інженером, з 1969 по 1978 роки, протягом дев'яти років, І. І. Низенко був директором Таганрозького заводу «Прибій». З 1978 по 1980 роки був директором Ростовського заводу «Електроапарат». З 1980 по 1982 роки працював директором Таганрозького дослідного заводу «Бриг» Міністерства оборонної промисловості СРСР. Окрім основної діяльності обирався депутатом Таганрозького виконавчого комітету Ради народних депутатів. За свої трудові досягнення Указом Президії Верховної Ради СРСР нагороджувався Орденом Леніна, Орденом Жовтневої революції та Орденом Трудового Червоного Прапора.
Надалі був направлений для роботи до Києва Української РСР.
Помер 7 січня 2013 року і похований у місті Києві.

## Нагороди
- Орден Леніна
- Орден Жовтневої революції
- Орден Вітчизняної війни І ступеня (06.04.1985[1])
- Орден Трудового Червоного Прапора
- Орден Червоної Зірки (24.02.1945)
- Медаль «За бойові заслуги» (20.10.1943)

### Звання
Почесний радист СРСР (1969)